# パーセバルの定理
パーセバルの定理（パーセバルのていり、英: Parseval's theorem）とは、フーリエ変換がユニタリであるという結果を一般に指す。大まかに言えば、関数の平方の総和（あるいは積分）が、そのフーリエ変換の平方の総和（あるいは積分）と等しいということである。フランスの数学者マルク＝アントワーヌ・パーシバルの1799年の級数に関する定理が起源であり、この定理は後にフーリエ級数に応用されるようになった。レイリー卿ジョン・ウィリアム・ストラットに因んで、レイリーのエネルギー定理（Rayleigh's energy theorem, Rayleigh's Identity）とも呼ばれる。
また、特に物理学や工学分野では、任意のフーリエ変換のユニタリ性を指してパーセバルの定理と呼ぶことが多いが、この性質の最も一般的な形は正確にはプランシュレルの定理と呼ばれる。

## パーセバルの定理の主張
A(x) と B(x) を（ルベーグ測度に関して）閉区間[0,2π]で二乗可積分な R 上の周期 2π の複素数値関数とする。それらのフーリエ級数をそれぞれ
{\displaystyle A(x)=\sum _{n=-\infty }^{\infty }a_{n}e^{inx},}
{\displaystyle B(x)=\sum _{n=-\infty }^{\infty }b_{n}e^{inx}}
とする。すると、以下が成り立つ。
{\displaystyle \sum _{n=-\infty }^{\infty }a_{n}{\overline {b_{n}}}={\frac {1}{2\pi }}\int _{-\pi }^{\pi }A(x){\overline {B(x)}}\,dx.}
ここで、i は虚数単位、上付きの横棒は複素共役を表す。
パーセバル自身は実数値関数のみを考えており、定理も自明であるとして証明抜きで提示しただけだった。この定理には様々な重要な特殊ケースがある。まず、A = B の場合、以下の式が得られる。
{\displaystyle \sum _{n=-\infty }^{\infty }|a_{n}|^{2}={\frac {1}{2\pi }}\int _{-\pi }^{\pi }|A(x)|^{2}dx}
ここからフーリエ変換のユニタリ性が導き出される。
次に、実数値関数 A と B のフーリエ級数の場合、{\displaystyle a_{0},b_{0}} は実数で、{\displaystyle a_{-n}={\overline {a_{n}}},b_{-n}={\overline {b_{n}}}} という特殊ケースになる。この場合、次が成り立つ。
{\displaystyle a_{0}b_{0}+2\Re \sum _{n=1}^{\infty }a_{n}{\overline {b_{n}}}={\frac {1}{2\pi }}\int _{-\pi }^{\pi }A(x)B(x)dx}
ここで、{\displaystyle \Re } は実部を意味する。{\displaystyle a_{n}} と {\displaystyle b_{n}} を {\displaystyle a_{n}/2-ib_{n}/2} とする場合もある。
より一般に、可換位相群 G とそのポントリャーギン双対 {\displaystyle {\widehat {G}}} が与えられたとき、パーシヴァルの定理は、ポントリャーギン・フーリエ変換がヒルベルト空間 L2(G) と {\displaystyle L^{2}({\widehat {G}})} の間のユニタリ作用素であることを言っている（積分には2つの群上の適切にスケールされたハール測度を用いる）。G が単位円周 T のとき、{\displaystyle {\widehat {G}}} は整数 Z であり、上で議論された場合である。G が実数直線 R のとき、{\displaystyle {\widehat {G}}} も R であり、ユニタリ変換は実数直線上のフーリエ変換である。G が巡回群 Zn のときも自己双対であり、ポントリャーギン・フーリエ変換は応用分野でのいわゆる離散フーリエ変換である。

## 工学や物理学で用いられる記法
物理学や工学では、パーセバルの定理は以下のように記述されることが多い。
{\displaystyle \int _{-\infty }^{\infty }|x(t)|^{2}\,dt={\frac {1}{2\pi }}\int _{-\infty }^{\infty }|X(\omega )|^{2}\,d\omega =\int _{-\infty }^{\infty }|X(2\pi f)|^{2}\,df.}
ここで、{\displaystyle X(\omega )={\mathcal {F}}_{\omega }\{x(t)\}} は x(t) の（正規化されたユニタリ形式での）連続フーリエ変換を表し、ω = 2πf はラジアンパー秒の周波数である。
この形の定理は、波形 x(t) が持つ全エネルギーの全時間 t についての総和と、その波形のエネルギーのフーリエ変換 X(f) の全周波数成分 f についての総和とが等しいことを意味する。
離散時間信号の場合、この定理は次のようになる。
{\displaystyle \sum _{n=-\infty }^{\infty }|x[n]|^{2}={\frac {1}{2\pi }}\int _{-\pi }^{\pi }|X(e^{j\phi })|^{2}\,d\phi .}
ここで、X は x の離散時間フーリエ変換 (DTFT) であり、φ は x の角周波数（標本当たりのラジアン）を意味する。
また、離散フーリエ変換 (DFT) では次のようになる。
{\displaystyle \sum _{n=0}^{N-1}|x[n]|^{2}={\frac {1}{N}}\sum _{k=0}^{N-1}|X[k]|^{2}.}
ここで、X[k] は x[n] の DFT であり、どちらも長さ N である。